# Het bizarre blok
Het bizarre blok is een stripverhaal uit de reeks van Suske en Wiske dat werd uitgegeven in 2012.

## Personages
In dit verhaal spelen de volgende personages mee:
- Suske, Wiske met Schanulleke, tante Sidonia, Lambik, Jerom, architect Jeroen van Rooij, roze poedel, barman, gerechtsdienaar, agent, kraanmachinist, drie duivels, Charon, de goede en de slechte ik van Lambik, de duivel.

## Locaties
Dit verhaal speelt zich af op de volgende locaties:
- België, Spanje

## Het verhaal
Tante Sidonia, Suske en Wiske logeren bij Lambik en Jerom (zie Krimsonia). Lambik gaat geïrriteerd weg. In het park zit een architect, hij voelt zich mislukt en ontmoet een roze poedel. De poedel zegt voor de duivel te werken en biedt hem een contract aan. De architect vraagt om bedenktijd en krijgt een uur van de poedel. Hij besluit iemand anders het contract te laten ondertekenen en ontmoet Lambik in de kroeg. De architect doet zich voor als werknemer van een energieleverancier en laat Lambik tekenen. Een bode brengt een dagvaarding voor Lambik, hij heeft een huis gebouwd op een plek waar dat niet mag.
De vrienden zijn verbaasd, ze wisten niet dat Lambik een huis had gebouwd. Ze horen van de gerechtsdienaar dat het land waarop het huis is gebouwd eerst van een architect was. Ze gaan langs bij het huis van deze man, maar hij verstopt zich. De architect vlucht naar Frankrijk, maar ook daar wordt hij door de roze poedel gevonden. De vrienden gaan op zoek naar Lambik en ontdekken een vreemd gebouw, waarna ze naar binnen gaan. Tante Sidonia ontdekt dat er een trompet in haar handtas is gestopt. Suske en Wiske vinden een computer en spelen een spel. Als ze de stekker uit het stopcontact trekken, springt de computer toch weer aan. Tante Sidonia vindt een oude grammofoon met bombardonmuziek. Als ze hem afzet, vallen er muzieknoten naar beneden. Ze wil een bloem water geven, maar er zit jenever in. Jerom vindt de overmorgen (wat een verwijzing is naar de serie Early Edition) en leest dat er een enorme koffiepot de stad vernielt. In India zorgen geldregens voor overlast en ministers uit de hele wereld komen erheen om de schatkist te vullen. De volgende ochtend ontdekt tante Sidonia dat de bloem is gegroeid en op Lambik lijkt. De bloemen kunnen praten en tante Sidonia wil het huis verlaten, maar Jerom krijgt de deur niet open.
Wiske ontdekt dat Schanulleke is verdwenen en de vrienden gaan op zoek. Schanulleke ligt bij een schilderij van een nijlpaard. Wiske ziet nu in dat alles in het huis naar Lambik verwijst. Hij veranderde ooit in een nijlpaard (het zingende nijlpaard), vermomde zich als aap (de apekermis), ze horen muziek (de bokkige bombardon) en de muziek verwijst naar de bokkige bombardon. De koffiepot was Teut uit de charmante koffiepot en er bloeien vreemde bloemen (de gouden cirkel). De vrienden komen bij een trappenhuis en Suske en Wiske gaan naar beneden, tante Sidonia en Jerom naar boven. De treden worden alsmaar groter en hoger en Suske en Wiske klauteren moeizaam verder. Dan stuitert de trompet van de trap en Suske herkent het ding, maar weet niet meer waarvan. Ze komen bij een lift en kunnen dan alleen naar verdieping 666. De architect is naar de bergen gegaan, maar ook daar wordt hij gevonden door de roze poedel.
Jerom en tante Sidonia komen op de miljardste verdieping, Lambik roept altijd 'miljaar'. Ze komen in een lange gang terecht en achter een van de deuren is een oorlogssituatie. Lambik is altijd geïnteresseerd in WOI. Suske en Wiske komen in een mysterieus gewelf terecht. Daar ontmoeten ze drie duivels. Jerom en tante Sidonia ontdekken een deur met het strikje van Lambik en als ze deze openen, ontsnapt een strikje(de poppenpakker). Ze komen later in een reusachtige ruimte terecht en tante Sidonia ziet dat ze in de bolhoed van Lambik zijn beland. Daar zweeft ook de stem van Lambik (de stemmenrover). Als de drie duivels Suske en Wiske willen martelen, blaast Suske op de trompet. De goede ik van Lambik verschijnt en de duivels vluchten, de goede ik vertelt dat de trompet al eerder is gebruikt (zie de koning drinkt).
De stem van Lambik legt uit dat de duivel de ziel van Lambik heeft, sinds hij het contract tekende. De duivel toverde het huis wat eigenlijk Lambik zelf is. De ziel van Lambik is gevangen in de hel en tante Sidonia en Jerom willen Suske en Wiske dan redden. De goede ik van Lambik vertelt Suske en Wiske dat de ziel van Lambik in de hel is. Ze zien een motor uit de windmakers en rijden door een gang, waar ze de slechte ik van Lambik ontmoeten. Hij gebruikt een onlogikanon en er verschijnt een enorm gedekte tafel. Suske en Wiske rijden tegen een kaars op, maar deze verandert in een slang. De slang slikt Suske en Wiske op, maar ze kunnen ontsnappen door een zwitsers zakmes. De drie duivels zijn ook bij de tafel, maar dan blaast de goede ik van Lambik op de gouden trompet. De slechte ik en de duivels verdwijnen, maar ook de goede Lambik verdwijnt en de betovering wordt verbroken. Suske en Wiske komen bij een bronzen poort die ook in het computerspel te zien was.
De roze poedel is aan de andere kant van de poort en Charon brengt de poedel en Suske en Wiske naar de overkant van het vuur. Er zijn pyromania's, maar de boot bereikt de overkant en daar ontmoeten ze de duivel. Suske en Wiske eisen de ziel van Lambik, maar de duivel wil de ziel van een van de kinderen. Tante Sidonia ontdekt een 'highway to hell' en slaat er op. Jerom ziet hoe ze verdwijnt. De roze poedel wordt opgeroepen en verdwijnt ook, hij ontmoet tante Sidonia op een andere plaats. Tante Sidonia biedt haar ziel aan in ruil voor die van Lambik of de kinderen. De roze poedel prikt in haar vinger en wil tante Sidonia met deze pen laten tekenen. Ondertussen biedt Wiske Schanulleke aan in ruil voor de ziel van Lambik. De duivel weigert en pakt Schanulleke om macht over Wiske te krijgen. Dan blijkt Schanulleke niet zomaar een lappenpopje te zijn. Het symbool van zuivere liefde is bij de duivel en hij vraagt Schanulleke om weg te gaan.
Als tante Sidonia op het punt staat om te tekenen, wordt ze weggeflitst. Jerom komt in een weiland terecht en Lambik zit naast hem in de grond. Het huis is verdwenen. Ook Suske, Wiske en Schanulleke komen boven. Ook tante Sidonia verschijnt, de ziel van Lambik blijkt al te zijn vrijgekocht. Ook de architect verschijnt en hij biedt een groot huis aan. Lambik wil ook een schadevergoeding en de architect biedt een verbouwing aan bij zijn huis. Lambik tekent een zwembad, maar deze wordt net wat te goed nagemaakt door de architect.